# Febre maculosa
Febre maculosa (americana), tifo exantemático, febre do carrapato (Brasil), ou febre da carraça (Portugal), é uma doença incomum causada pela bactéria Rickettsia rickettsii e transmitida pela picada de carrapatos ou fezes de piolhos. No Brasil, a maior parte dos casos é encontrada na Região Sudeste e transmitidas por Amblyommas (carrapatos-amarelos). 
A doença recebe outros nomes dependendo do país: "Rocky Mountain spotted fever" (febre maculosa das Montanhas Rochosas) (EUA), "fiebre de Tobia" (Colômbia) e "fiebre manchada" (México). Apesar do nome "febre maculosa das Montanhas Rochosas", ela ocorre em quase todos os estados norte-americanos e o número de casos triplicou entre 2000 e 2010.
Há febres maculosas também em outros países, porém causadas por outras espécies de Rickettsia e transmitidas por outros artrópodes – por exemplo, a febre maculosa japonesa, a febre maculosa tailandesa e a febre maculosa australiana. (Ver: rickettsiose)

## Causas

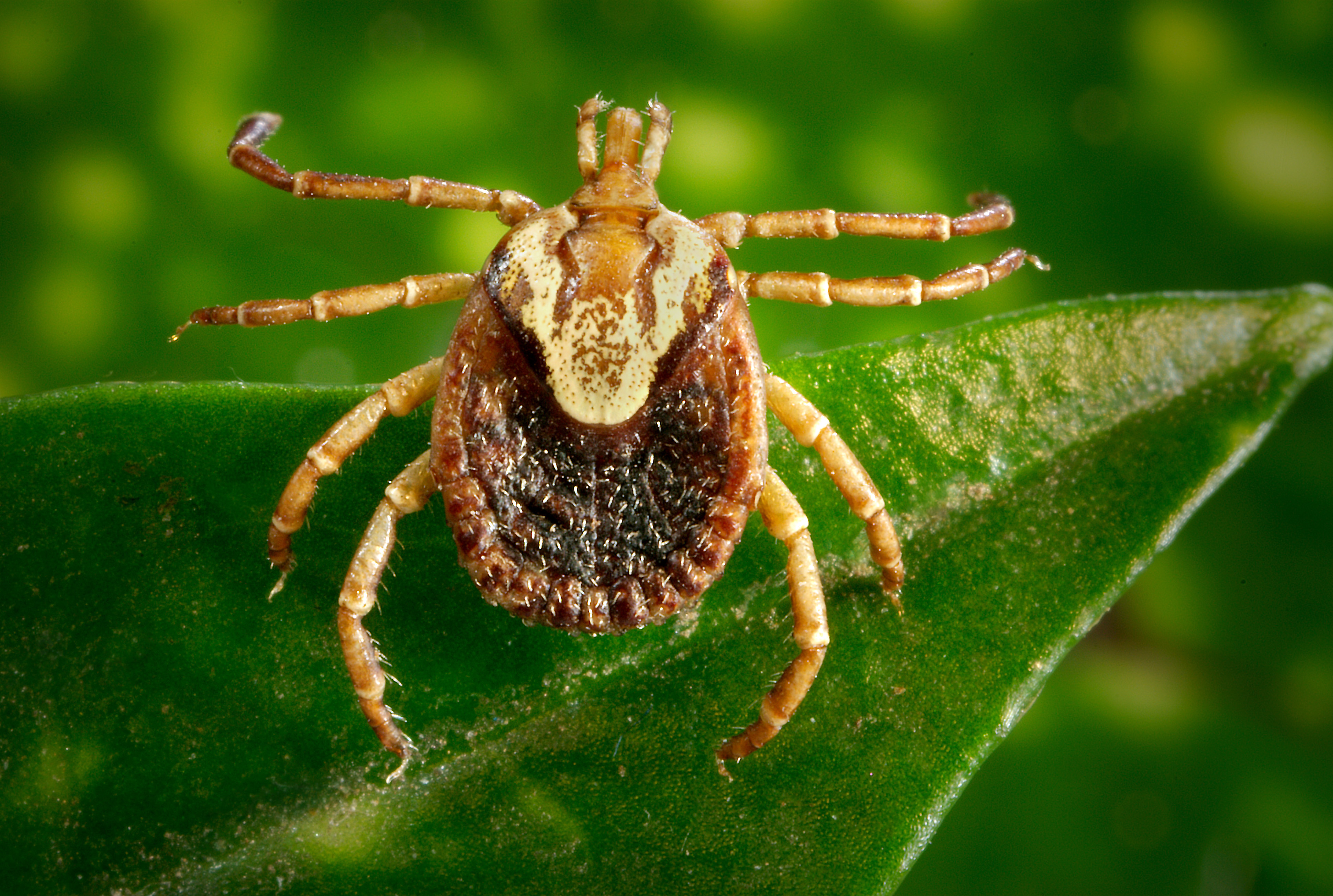
Vetor brasileiro, um membro do complexo específico Amblyomma cajennense, o carrapato amarelo de cachorros

A bactéria Rickettsia rickettsii é obrigatoriamente intracelular, sobrevivendo pouco tempo fora do hospedeiro. Os humanos são hospedeiros intermediários, não colaborando com a propagação do organismo. Outras Rickettsias, causam outros tipos de febre maculosa e tifo em outros lugares do mundo.

### Vetores e reservatórios
Os carrapatos vetores conhecidos no Brasil são das espécies Amblyomma aureolatum, que é conhecido como o carrapato-amarelo-do-cão e o Amblyomma sculptum, parte de um complexo de espécies que inclui o Amblyomma cajennense, espécies conhecidas como carrapato-estrela, carrapato-de-cavalo ou rodoleiro, as larvas por carrapatinhos ou micuins, e as ninfas por vermelhinhos. São hematófagos obrigatórios, necessitando de repastos em três hospedeiros para completar seu ciclo de vida. O homem é intensamente atacado nas fases de larvas e ninfas do Amblyomma cajennense e menos frequentemente pela fase adulta do Amblyomma aureolatum.
A doença é causada pela Rickettsia rickettsii, uma espécie de bactéria que é transmitida aos seres humanos por carrapatos da família Ixodidae. Os sinais e sintomas iniciais da doença incluem o início súbito de febre, dor de cabeça e dores musculares, seguidos pelo aparecimento de exantema. A doença pode ser difícil de diagnosticar nos estágios iniciais e sem tratamento rápido e apropriado pode ser fatal.

## Epidemiologia
A febre maculosa tem sido uma doença de notificação compulsória nos Estados Unidos desde os anos de 1920. Nos últimos 50 anos, aproximadamente 250 a 1200 casos de febre maculosa foram notificados anualmente, embora seja provável que muito outros casos não sejam notificados.
A frequência de casos notificados de febre maculosa é mais elevada entre homens, caucasianos e crianças. Dois terços dos casos de febre maculosa ocorrem em crianças abaixo da idade de 15 anos, com pico na idade de 5 a 9 anos de idade. Os indivíduos com exposição frequente a cães e que residem perto de áreas arborizadas ou de áreas com gramado alto também podem ter um risco aumentado da infecção.
A infecção com a Rickettsia rickettsii tem sido também documentada na Argentina, no Brasil, na Colômbia, na Costa Rica, no México e no Panamá. Organismos relacionados causam outros tipos de febres maculosas em outras partes do mundo.
Entre 1998 e 2013, foram notificados 521 casos no estado de São Paulo.

### Ocorrência nos Estados Unidos
Mais de 90% dos pacientes com febre maculosa são infectados durante o período de abril a setembro. Este período corresponde à estação do ano em que há aumento do número de carrapatos adultos e ninfas do Dermacentor. Em aproximadamente 60% de todos os casos de febre maculosa existe uma história de mordida ou exposição a ambientes infestados por carrapatos. 
Mais da metade das infecções com a febre maculosa nos Estados Unidos é notificada na região da costa Atlântica do sul (Delaware, Maryland, Washington DC, Virgínia, Virgínia do Oeste, Carolina do Norte, Carolina do Sul, Geórgia, e Flórida). A infecção ocorre também em outras partes dos Estados Unidos, a saber a região do Pacífico (Washington, Oregon, e Califórnia) e pela região centro-sul oeste (Arkansas, Louisiana, Oklahoma e Texas). 
Os estados americanos com as incidências mais elevadas da febre maculosa são a Carolina do Norte e Oklahoma; estes dois estados combinados são responsáveis por 35% do número total de casos nos Estados Unidos notificados ao CDC entre 1993 e 1996. Embora a febre maculosa tenha sido identificada inicialmente na região das montanhas rochosas, menos de 3% dos casos nos Estados Unidos foram notificados nesta região durante o mesmo período (1993-1996).

## Sinais e sintomas
A febre maculosa pode ser muito difícil de diagnosticar em seus estágios iniciais, mesmo por médicos experientes que estejam familiarizados com a doença. Os pacientes infectados com a R. rickettsii geralmente procuram um médico na primeira semana de sua doença, depois de um período de incubação de aproximadamente 5 a 10 dias após a mordida do carrapato. 
Os sintomas iniciais não são específicos e podem assemelhar-se a uma variedade de outras doenças, infecciosas ou não. Os sintomas iniciais podem incluir:
- febre
- náusea
- vômitos
- dor de cabeça severa
- dores musculares
- falta de apetite

Com a evolução da doença, os sintomas se tornam mais específicos e podem incluir:
- exantema petequial (manchas por todo o corpo, inclusive na palma da mão e planta do pé)
- dor abdominal
- dores articulares
- diarreia

A tríade clássica de achados é: febre, exantema e história de mordida de carrapato. Entretanto, esta combinação frequentemente não é identificada quando o paciente procura os cuidados médicos pela primeira vez.
Exantema aparece em 2 a 5 dias após o início da febre e não está frequentemente presente, podendo ser muito sutil quando o paciente é visto inicialmente por um médico. Os pacientes mais jovens geralmente desenvolvem este exantema mais cedo do que os pacientes mais velhos. O exantema mais frequentemente começa como pequenas manchas puntiformes, lisas, rosadas, não pruriginosos (máculas) nos pulsos, antebraços, e tornozelos. Estes pontos se tornam pálidos quando pressão é aplicada e, mais tarde, se tornam elevados na pele. O exantema vermelho e manchado (petequial) característico da febre maculosa geralmente não é visto até o sexto dia, ou mesmo mais tarde, após o início dos sintomas. Este tipo de exantema ocorre somente em 35% a 60% dos pacientes com febre maculosa. O exantema envolve as palmas das mãos ou as solas dos pés em 50% a 80% dos pacientes; entretanto, esta distribuição pode não ocorrer até mais tarde no curso da doença. Até 10% a 15% dos pacientes podem nunca desenvolver um exantema.
Os achados laboratoriais anormais vistos nos pacientes com febre maculosa podem incluir trombocitopenia, hiponatremia ou elevação das enzimas hepáticas.
A febre maculosa pode ser uma doença muito grave e os pacientes frequentemente necessitam de hospitalização. Como a R. rickettsii infecta as células que revestem os vasos sanguíneos em todo o corpo, as manifestações  severas desta doença podem envolver o sistema respiratório, o sistema nervoso central, o sistema gastrointestinal ou o sistema renal. São exemplos de complicações associadas à febre maculosa: miocardite, insuficiência respiratória grave, insuficiência renal aguda e sépsis. Os fatores do hospedeiro associados com febre maculosa grave ou fatal incluem idade avançada, o sexo masculino, raça negra, o abuso crônico de álcool e a deficiência de glicose-6-fosfato desidrogenase (G6PD). A deficiência de G6PD é uma condição genética ligada ao sexo que afeta aproximadamente 12% da população masculina negra dos Estados Unidos; a deficiência desta enzima é associada com uma proporção elevada de casos graves de febre maculosa. Este é um curso clínico raro, frequentemente fatal dentro de 5 dias do início da doença.
Os problemas de saúde de longo prazo que seguem a infecção aguda pela febre maculosa incluem a paralisia parcial das pernas; gangrena que requer a amputação dos dedos das mãos ou dos pés, braços ou pernas; perda da audição; perda do controle esfincteriano intestinal ou da bexiga; desordens motoras e desordens da fala. Estas complicações são mais frequentes nas pessoas que se recuperam da doença grave, potencialmente fatal, frequentemente após longos períodos de hospitalização.

## Tratamento
A febre maculosa brasileira tem cura desde que o tratamento com antibióticos (tetraciclina e cloranfenicol) seja introduzido nos primeiros dois ou três dias. O ideal é manter a medicação por dez a quatorze dias, mas logo nas primeiras doses o quadro começa a regredir e evolui para a cura total. Atraso no diagnóstico e, consequentemente, no início do tratamento pode provocar complicações graves, como o comprometimento do sistema nervoso central, dos rins e pulmões, das lesões vasculares e levar ao óbito.

## Prevenção e controle
Evite o contato com carrapatos. Se, por acaso, se estiver numa área em que eles possam existir, tome as seguintes precauções: a) examine seu corpo cuidadosamente a cada três horas pelo menos, porque o carrapato-estrela transmite a bactéria responsável pela febre maculosa só depois de pelo menos quatro horas grudado na pele; b) use roupas claras porque facilitam enxergar melhor os carrapatos; c) coloque a barra das calças dentro das meias e calce botas de cano mais alto nas áreas que possam estar infestadas por carrapatos. Observação: Tenha cuidado ao retirar o carrapato que estiver grudado em sua pele e não se esqueça de que os sintomas iniciais da febre maculosa são semelhantes aos de outras infecções e requerem assistência médica imediata. Esteja atento ao aparecimento dos sintomas comuns a vários tipos de infecção e procure um médico para diagnóstico diferencial.

## História
A febre maculosa foi reconhecida inicialmente em 1896 no vale do rio Snake no estado americano de Idaho, e originalmente foi denominada "sarampo preto" (“black measles”) por causa do exantema característico. Era uma doença assustadora e frequentemente fatal que afetava centenas de pessoas nesta área. No início do século XX, a distribuição geográfica conhecida desta doença abrangia partes dos Estados Unidos tão distantes ao norte como os estados de Washington e Montana, quanto os estados do sul, como a Califórnia, o Arizona e o Novo México.
Howard T. Ricketts foi o primeiro a identificar o organismo infeccioso causador da doença. Ele e outros descreveram as características epidemiológicas básicas da doença, incluindo o papel dos carrapatos vetores. Seus estudos demonstraram que a febre maculosa é causada pela Rickettsia rickettsii. Esta espécie é perpetuada na natureza por um ciclo complexo que envolve carrapatos e mamíferos; os seres humanos são considerados hospedeiros acidentais e não estão envolvidos no ciclo natural de transmissão deste patógeno. Tragicamente, Dr. Ricketts morreu de tifo (uma outra rickettsiose), no México, em 1910, logo após ter terminado seus notáveis estudos sobre a febre maculosa.
O termo febre maculosa das montanhas rochosas é uma denominação incorreta. Durante os anos 30, tornou-se claro que esta doença ocorreu em muitas áreas dos Estados Unidos fora da região das Montanhas Rochosas. Sabe-se agora que esta doença está amplamente distribuída por todo o território dos Estados Unidos, com exceção do Havaí, bem como pelo sul do Canadá, América Central, México, Colômbia e Brasil. Entre 1981 e 1996, esta doença foi notificada em todos os estados norte americanos, exceto nos estados do Havaí, Vermont, Maine e Alasca.

### Atualmente
Recentes pesquisas comprovam que a febre maculosa também pode ser causada pelas fezes do piolho  e seus principais sintomas são: estagio febril agudo e pele com vermelhidão em alguns casos a pele pode parecer uma lixa.
A febre maculosa continua a ser uma doença infecciosa grave e potencialmente fatal. Apesar da disponibilidade de tratamento eficaz e dos avanços nos cuidados médicos, aproximadamente 20% a 40% dos indivíduos que se tornam doentes ainda morrem por esta infecção. Entretanto, a terapia antibiótica eficaz reduziu dramaticamente o número das mortes. Antes da descoberta da tetraciclina e do cloranfenicol, no final dos anos 40, até 80% das pessoas infectadas com a R. rickettsii faleciam.

## História Natural
A febre maculosa, como todas as rickettsioses, é classificada como uma zoonose. As zoonoses são doenças dos animais que podem ser transmitidas aos seres humanos. Muitas doenças zoonóticas requerem um vetor (por exemplo, um mosquito, um carrapato ou um ácaro) para que possam ser transmitidas do hospedeiro animal ao hospedeiro humano. No caso da febre maculosa, os carrapatos são os hospedeiros naturais, servindo como reservatórios e vetores da R. rickettsii. Os carrapatos transmitem o organismo aos vertebrados primeiramente por sua mordida. Menos habitualmente, infecções podem ocorrer após exposição a tecidos esmagados, fluidos corporais ou fezes do carrapato.
Os carrapatos da família Ixodidae (carrapatos duros) podem ser infectados naturalmente com a Rickettsia rickettsii. Estes carrapatos têm quatro estágios em seu ciclo de vida: ovo, larva, ninfa, e adulto. Após os ovos eclodirem, é necessário que haja alimentação por uma vez em cada um destes estágios para que o estágio seguinte se desenvolva. Ambos, carrapato macho e fêmea podem morder.
Um carrapato fêmea pode transmitir a R. rickettsii a seus ovos em um processo chamado transmissão transovariana. O carrapato pode também se tornar infectado com a R. rickettsii alimentando-se no sangue do hospedeiro em qualquer estágio, larval ou ninfal. Depois que o carrapato se transformar no estágio seguinte, o R. rickettsii pode ser transmitido ao segundo hospedeiro durante o processo de alimentação. Além disso, os carrapatos machos podem transferir a R. rickettsii aos carrapatos fêmeas através dos fluidos corporais ou dos espermatozóides durante o processo de acasalamento. Este tipo de transmissão mostra como a infecção é mantida pelas gerações ou através dos estágios da vida destes carrapatos. Uma vez infectado, o carrapato pode carrear o patógeno pela vida inteira.
As Rickettsiae são transmitidas a um hospedeiro vertebrado através da saliva enquanto um carrapato está se alimentando. Geralmente algumas horas de fixação e alimentação são necessárias antes que as rickettsiae sejam transmitidas ao hospedeiro. O risco de exposição a um carrapato que carreia a R. rickettsii é baixo. Geralmente, aproximadamente 1% a 3% da população de carrapatos são portadores da R. rickettsii, mesmo nas áreas onde a maioria dos casos humanos é relatada. 
No Brasil, a doença é transmitida principalmente pelo carrapato da espécie Amblyomma sculptum, também conhecido como "carrapato-estrela", "carrapato-de-cavalo" ou "rodoleiro", as larvas por "carrapatinhos" ou "micuins”, e as ninfas por "vermelhinhos".

### Carrapatos vetores nos EUA
Há dois vetores principais da R. rickettsii nos Estados Unidos, o American dog tick (carrapato americano do cão) (Dermacentor variabilis) e o Rocky Mountain wood tick (carrapato florestal das montanhas rochosas) (Dermacentor andersoni). 
Os carrapatos Dermacentor variabilis são distribuídos extensamente no leste das montanhas rochosas e ocorrem também em áreas limitadas na costa pacífica. Os cães e os mamíferos de tamanho médio são os hospedeiros preferidos do adulto do D. variabilis, embora se alimente prontamente em outros mamíferos grandes, incluindo os seres humanos. Este carrapato é a espécie geralmente mais identificada como responsável pela transmissão da R. rickettsii aos seres humanos. 
Os carrapatos Dermacentor andersoni são encontrados nos estados da região das montanhas rochosas e no sudoeste do Canadá. O ciclo de vida deste carrapato pode requerer até 2 a 3 anos para sua conclusão. Os carrapatos adultos se alimentam principalmente em mamíferos grandes. As larvas e as ninfas se alimentam em roedores pequenos.
Tem sido demonstrado que outras espécies de carrapato são infectadas naturalmente com a R. rickettsii ou funcionam como vetores experimentais em laboratório. Entretanto, estas espécies provavelmente desempenham somente um papel menor na ecologia da R. rickettsii.